# 藤井慎子
藤井 慎子（ふじい のりこ、1998年4月4日 - ）は、元高知放送のアナウンサー。北海道岩見沢市出身。血液型はO型。現在は、北海道のラジオ局にて勤務している。

## 略歴
北星学園大学文学部英文学科在学中に、「ミス・ワールド・ジャパン」2020ファイナリストに選出される。
2021年
- 4月、高知放送に入社。15日に番組にて初鳴き
- 8月12日　東洋町にてサーフィンやシュノーケリングに挑戦

2022年
- 4月7日、日本テレビ「ヒルナンデス!」で開催された『日テレ系女性アナウンサーファッションセンス格付けバトル』にて準決勝に進出。
- 高知県内4つの放送局で展開している「みてみて高知12468（ワンツーヨーロッパ）キャンペーン」の高知放送の担当として退職するまで活躍する。

2023年
- 3月31日　同日をもって高知放送を退社

## 出演番組

### 終了した番組
テレビ
- RKCニュース
- こうちeye (金曜日、キャスター）

#### ラジオ
- 中四国ライブネット 高知発 坂本龍馬記念館 30周年記念「手紙から読み解く龍馬の息づかい」 2021年11月21日18時～20時[8]
- 藤井慎子の2021年もモ～ちょっと!  2021年12月31日17時46分～18時[9]
- RKCアナウンサー1年生!纐纈と藤井の「ラジオ」 2021年12月30日14時～15時[10]
- 音楽とらのアナ 2021年10月3週目
- RKCニュース
- アナウンスダイアリー（火曜日、隔週）[注釈 1]

#### 特番
- くろしおくんpresents リョーマの休日2021「あなたの、新休日。」を見つけよう! 　2021年10月24日16時30分～17時25分、2021年11月6日16時～16時55分（再放送）[11][12][13]
- YOSAKOIまるごとよっちょRADIO2022　番組レポーター(8月7日放送）[14]